# Дом Чебаненко
Дом Чебаненко — здание, расположенное по ул. Греческой, 69 в городе Таганроге Ростовской области.

## История
Одноэтажный дом по ул. Греческой, 69 в городе Таганроге Ростовской области был построен в 1869 году на средства купца Ивана Чебаненко. В доме изначально была ажурная металлическая ограда с каменными воротами. Чебаненко относился к купеческому сословию второй гильдии. В 1872 году он женился на  27-летней дочери статского советника Карла Ивановича Орем, Амалии. В семье купца было много детей. Братья купцы Чебаненко торговали конопляным маслом как бочонками, так и крупными партиями, имели фабрику по производству макарон.
В конце 1870-х годов дом у них приобрел коллежский асессор Петр Дмитров, владевший зданием до 1910-х годов, потом владельцем здания стал купец Георгий Христофорович Мардиросов, торговавший табачными изделиями. Магазин Мардиросов работал на первом этаже гостиницы «Лондон», торговал он и в годы советской власти, при НЭПе. В 1910 году с ним случился конфуз. В начале XX века время работы магазинов нормировалось особыми постановлениями городской думы. За этим строго следили, но несмотря на это, Георгий Христофорович иногда пренебрегал законом и однажды, за переработку был привлечен к ответственности. По своей наивности прислал в полицейский участок на имя надзирателя Ковалева Мардиросов конверт с тремя рублями, визитной карточкой и просьбой простить его на первый раз и не возбуждать против него уголовное дело. Протокол, деньги и визитная карточка Г. Х. Мардиросова были направлена к мировому судье.
Квартиру в доме Мардиросов сдавал в аренду инженеру отдела Министерства путей сообщения на таганрогских заводах Якову Владимировичу Фельдману. В годы советской власти здание была национализировано. В настоящее время это жилой дом.

## Описание
Одноэтажный кирпичный дом с правой парадной дверью и семью окнами по фасаду имеет четырехскатную крышу, покрытую кровельным железом. Пять правых окон украшены декоративными сандриками. Дом окрашен в желтый цвет, мелкие архитектурные элементы выделены белым цветом. Дом стоит на неровной местности с уклоном в сторону Тургеневского переулка.